# Masters of the Universe: Revelation
Masters of the Universe: Revelation è una serie animata statunitense sviluppata da Kevin Smith e prodotta da Powerhouse Animation Studios. Sequel della serie Filmation del 1983-1985 He-Man e i dominatori dell'universo, Revelation si concentra sulle trame irrisolte della serie TV originale del 1983, riprendendo molti dei viaggi dei personaggi da dove si erano interrotti.
Annunciato al Power-Con nel 2019, il team ha discusso dell'inizio della serie, ha presentato il poster del teaser e un breve schema della storia.
La prima stagione è stata pubblicata in due parti: la prima è stata presentata in anteprima su Netflix il 23 luglio 2021, la seconda è stata distribuita il 23 novembre 2021 sempre su Netflix.

## Ideazione
Revelation è un sequel "spirituale" della serie originale He-Man e i dominatori dell'universo degli anni '80, riprendendone gli spunti principali. In realtà, non disponendo dei diritti della serie Filmation degli anni '80, il riferimento principale sono i giocattoli Mattel e il merchandising degli stessi (caso evidente è il background di Orko, modificato rispetto agli anni '80, e l'assenza di riferimenti a She-Ra).
Con He-Man, Teela, Orko, Cringer e Man-At-Arms, la storia li vede come guardiani del Castello di Grayskull in una battaglia contro Skeletor, Evil-Lyn, Beast Man e le legioni della Montagna del Serpente.
Ma dopo che la battaglia finale ha spezzato per sempre Eternia, tocca a Teela risolvere il mistero della Spada del Potere scomparsa in una corsa contro il tempo per impedire la fine dell'Universo. Nel suo viaggio scoprirà finalmente i segreti di Grayskull.

## Doppiaggio
| Personaggio          | Doppiatore originale                    | Doppiatore italiano    |
| -------------------- | --------------------------------------- | ---------------------- |
| Principe Adam/He-Man | Chris Wood                              | Maurizio Merluzzo      |
| Skeletor/Skeletek    | Mark Hamill                             | Pasquale Anselmo       |
| Keldor               | William Shatner                         | Alberto Angrisano      |
| Hordak               | Keith David                             | Dario Oppido           |
| Evil-Lyn             | Lena Headey                             | Cinzia De Carolis      |
| Teela                | Sarah Michelle Gellar \ Melissa Benoist | Barbara De Bortoli     |
| Re Randor            | Diedrich Bader                          | Mario Cordova          |
| Regina Marlena       | Alicia Silverstone                      | Michela Alborghetti    |
| Re Miro              | Tim Sheridan                            |                        |
| Regina Amelia        | Harley Quinn Smith                      |                        |
| Maga                 | Susan Eisenberg                         | Laura Boccanera        |
| Cringer/Battlecat    | Stephen Root                            | Edoardo Stoppacciaro   |
| Orko                 | Griffin Newman                          | Fabrizio Mazzotta      |
| Duncan               | Liam Cunningham                         | Saverio Indrio         |
| Andra                | Tiffany Smith                           | Ilaria Latini          |
| Scheda Madre         | Meg Foster                              | Serena Verdirosi       |
| Beast Man            | Kevin Michael Richardson                | Massimo Bitossi        |
| Scare Glow           | Tony Todd                               | Ivo De Palma           |
| Mer-Man              | Kevin Conroy                            | Francesco De Francesco |
| Trap-Jaw             | Diedrich Bader                          | Stefano Alessandroni   |
| Ram Man              | Danny Trejo                             |                        |
| Clawful              | Scott McNeil                            |                        |
| Tri-Klops            | Henry Rollins                           | Andrea Ward            |
| Moss Man             | Alan Oppenheimer                        |                        |
| Roboto               | Justin Long                             | Marco Vivio            |
| Re Grayskull         | Dennis Haysbert                         | Fabrizio De Flaviis    |
| He-Ro                | Phil LaMarr                             | Emanuele Ruzza         |
| Vikor                | Adam Gifford                            | Alessandro Messina     |
| Wun-Dar              | Jay Tavare                              | Sacha Pilara           |
| Goatman              | Kevin Smith                             |                        |
| Pigboy               | Kevin Smith                             |                        |
| Fisto                | Ralph Garman                            | Alessandro Ballico     |
| Clamp-Champ          | Method Man                              |                        |
| Gwildor              | Ted Biaselli                            | Luigi Ferraro          |
| Granamyr             | John De Lancie                          | Simone Mori            |

## Episodi
| nº | Titolo                             | Titolo italiano                    | Regia                          | Sceneggiatura             | Pubblicazione USA | Pubblicazione Italia |
| --- | ---------------------------------- | ---------------------------------- | ------------------------------ | ------------------------- | ----------------- | -------------------- |
| PARTE 1 |                                    |                                    |                                |                           |                   |                      |
| 1 | The Power of Grayskull             | Il Potere di Grayskull             | Adam Conarroe Patrick Stannard | Kevin Smith               | 23 Luglio 2021    | 23 Luglio 2021       |
| Durante la cerimonia per celebrare Teela come nuova Man-At-Arms, Skeletor e Evil-Lyn guidano un'invasione totale contro il Castello di Grayskull, interrompendo la cerimonia e attirando l'attenzione di He-Man, Man-At -Arms, e il resto di Eternia. Con il resto delle forze di Eternia che affrontano le forze della Montagna del Serpente fuori dal Castello di Grayskull, Teela combatte Evil-Lyn all'interno mentre He-Man affronta Skeletor nel cuore del castello, dove tutta la magia scorre attraverso Eternia in un globo mistico racchiuso da un meccanismo di chiusura costruito dagli Anziani. Dichiarando che questa è la loro battaglia finale, Skeletor incenerisce Moss-Man, facendo in modo che un He-Man infuriato lo trafigga con la Spada del Potere sul meccanismo di chiusura, esponendo il Castello di Grayskull nella sua vera forma come la Sala della Saggezza. Skeletor rompe il globo contenente tutta la magia di Eternia e provoca un'esplosione, minacciando tutta la realtà. La Maga riesce a rallentare il tempo e dà a He-Man abbastanza tempo per contenere l'esplosione usando la Spada del Potere come condotto, dividendola in due e apparentemente uccidendo sia He-Man che Skeletor. Sia Teela che Re Randor apprendono della morte e della vera identità di He-Man come Principe Adam, con il risultato che Re Randor bandisce Man-At-Arms e Teela decide di lasciare la Guardia Reale e Grayskull, ferita dal tradimento dei suoi amici nel mantenerle segreta l'identita di He-Man. |                                    |                                    |                                |                           | 23 Luglio 2021    | 23 Luglio 2021       |
| 2 | The Poisoned Chalice               | Il calice avvelenato               | Adam Conarroe Patrick Stannard | Diya Mishra               | 23 Luglio 2021    | 23 Luglio 2021       |
| Diventata mercenaria dopo aver lasciato la Guardia Reale, Teela recupera il Guanto di Globolah da Stinkor insieme alla sua nuova compagna mercenaria Andra. Dopo aver restituito il guanto ai legittimi proprietari in una chiesa, Teela e Andra vengono assunti da un'anziana donna per recuperare un vecchio calice dalla Montagna del Serpente, che ora è stata rilevata da Tri-Klops. Tri-Klops ha stabilito un culto in assenza di Skeletor che adora la tecnologia attraverso la Scheda Madre piuttosto che la magia, che incolpa per aver rovinato l'ascesa al potere di Skeletor. Tri-Klops arruola anche Blast-Attak, Trapjaw e Whiplash come membri. Dopo aver recuperato il calice, la vecchia si rivela essere Evil-Lyn sotto mentite spoglie, che sta attualmente lavorando con la Maga. Il calice si rivela essere la punta teschio del Bastone di Skeletor, che contiene una delle ultime braci della vera magia. La Maga trasferisce il resto della magia di Eternia nel bastone di Evil-Lyn, indebolendosi notevolmente nel processo. Teela è incaricato dalla Maga di recuperare le due metà della Spada del Potere che si trovano attualmente nei regni in cui sono state forgiate: la Sala degli Eroi a Preternia e Subternia, la Terra dei Morti. Essendo disillusa dalle bugie dei suoi ex amici, Teela inizialmente rifiuta, ma è convinta da Cringer a ripensarci. Al fine di riforgiare le due metà in una, Teela dichiara che devono prima trovare Man-At-Arms. |                                    |                                    |                                |                           | 23 Luglio 2021    | 23 Luglio 2021       |
| 3 | The Most Dangerous Man in Eternia  | L'uomo più pericoloso di Eternia   | Adam Conarroe Patrick Stannard | Marc Bernardin            | 23 Luglio 2021    | 23 Luglio 2021       |
| In viaggio per trovare Man-At-Arms, Teela va in un villaggio con Andra e Evil-Lyn, che viene attaccato dalle forze tecnologicamente avanzate di Tri-Klops. Vengono respinti da un esiliato Man-At-Arms e Beast Man. Man-At-Arms riporta gli altri a casa sua, rivelando che ha raccolto acqua magica per preservare la vita di Orko, che sta morendo da quando la magia di Eternia è stata persa. Man-At-Arms si rifiuta di unirsi alla loro ricerca, ma Orko e Roboto offrono il loro aiuto. Man-At-Arms ci ripensa, ma Teela decide di mandarlo al Castello di Grayskull per difendere la Maga, dal momento che Roboto può riforgiare la Spada. Viaggiando attraverso il Mare di Cristallo verso una porta per Subternia, gli eroi vengono attaccati da Mer-Man e dalle sue forze acquatiche, arrabbiate per essere state dimenticate da Evil-Lyn dopo la morte di Skeletor. Con l'inaspettato aiuto di Man-At-Arms, gli eroi sconfiggono Mer-Man e lo costringono a guidarli al cancello per Subternia, che viene attivato dalla punta teschio del Bastone di Skeletor. Riconciliandosi con Man-At-Arms, Teela e i suoi alleati viaggiano verso il basso nella Terra dei Morti. |                                    |                                    |                                |                           | 23 Luglio 2021    | 23 Luglio 2021       |
| 4 | Land of the Dead                   | La Terra dei morti                 | Adam Conarroe Patrick Stannard | Tim Sheridan              | 23 Luglio 2021    | 23 Luglio 2021       |
| Entrando in Subternia, gli eroi si trovano separati da varie illusioni. Roboto, Beast Man e Andra affrontano una banda di Bestie Ombra; Evil-Lyn e Orko vengono portati a casa di Orko, Trolla; e Teela viene isolata da Scare Glow, che ha preso il controllo di Subternia. Scare Glow, in cambio della metà della Spada del Potere, chiede a Teela il resto della sua più grande paura. Nel frattempo, Evil-Lyn e Orko scoprono che la Fonte dell'Energia Mistica, la forza vitale di tutti i Trollani, è stata prosciugata, rendendo Orko l'ultimo Trollano rimasto. Gli spiriti defunti dei Trollani arrivano e si fondono per formare un mostro per combattere Evil-Lyn e Orko, mentre Roboto e Andra distruggono le Bestie Ombra e Teela affronta le versioni da incubo di He-Man e di se stessa. Teela vince la sua paura del proprio potere e distrugge tutte le illusioni, e la squadra si riunisce. Evil-Lyn usa metà della Spada del Potere per aprire un cancello a Preternia, ma viene inseguita da Scare Glow. Orko rimane indietro e si sacrifica per tenere a bada Scare Glow, mentre il resto degli eroi scappa. All'arrivo a Preternia, Teela viene accolta da un sorpreso principe Adam. |                                    |                                    |                                |                           | 23 Luglio 2021    | 23 Luglio 2021       |
| 5 | The Forge at the Forest Forever    | La fucina della Foresta per Sempre | Adam Conarroe Patrick Stannard | Eric Carrasco             | 23 Luglio 2021    | 23 Luglio 2021       |
| Morto durante la battaglia finale con Skeletor, il principe Adam finì nella Sala degli Eroi a Preternia, dove gli eroi piangono la morte di Orko. Recuperando la seconda metà della Spada del Potere da He-Ro, Teela e Adam cercano Re Grayskull, mentre i loro alleati usano l'energia di Roboto alla Forgia per ripristinare la Spada del Potere. Adam si consulta con Moss Man dopo aver avuto la possibilità di tornare a Eternia con Teela, in conflitto se lasciare o meno il paradiso di Preternia. Con la Spada del Potere ripristinata a costo della vita di Roboto, Teela e i suoi compagni tornano a casa con Adam nella Sala della Saggezza. Mentre la magia viene ripristinata su Eternia, Adam viene improvvisamente pugnalato alle spalle da uno Skeletor redivivo, che stava aspettando il suo momento e si nascondeva all'interno del bastone spezzato di Evil-Lyn. Rivendicando la Spada del Potere come sua, Skeletor evoca il potere di Grayskull per ascendere come un dio e un vero padrone dell'universo. |                                    |                                    |                                |                           | 23 Luglio 2021    | 23 Luglio 2021       |
| PARTE 2 |                                    |                                    |                                |                           |                   |                      |
| 1 | Cleaved in Twain                   | Lacerato in due                    | Adam Conarroe Patrick Stannard | Eric Carrasco Kevin Smith | 23 Novembre 2021  | 23 Novembre 2021     |
| In un flashback, la madre di Teela le dà un segno magico prima di lasciare sua figlia e Man-At-Arms per assumere il ruolo di Strega. Nel presente, Skeletor gongola sui suoi nemici, ma la Maga riesce a teletrasportare Adam, Cringer, Teela e Andra in salvo usando la sua magia rimanente. Skeletor uccide la Maga, trasformando Evil-Lyn nella nuova Maga e imprigiona Man-At-Arms. Arrivati al Palazzo Reale, Teela si ritrova in grado di curare le ferite di Adam attingendo alla sua magia naturale, nella Sala del trono incontrano Fisto e Clamp-Champ, che hanno evacuato Re Randor, la Regina Marlena e la maggior parte degli Eterniani. Rintracciati gli eroi, Skeletor scatena la sua magia per trasformare i restanti cittadini in servitori scheletrici. Fisto e Clamp-Champ vengono infettati, costringendo gli eroi a distruggerli; Skeletor appare quindi, mostrando il suo nuovo potere bandendo le loro anime a Subternia. Mentre Skeletor si prepara a ucciderlo, Adam rivela che la Spada del Potere è solo un condotto verso il vero potere e chiamando il Potere di Grayskull diventa un He-Man primordiale e selvaggio. |                                    |                                    |                                |                           | 23 Novembre 2021  | 23 Novembre 2021     |
| 2 | Reason and Blood                   | La ragione e il sangue             | Adam Conarroe Patrick Stannard | Tim Sheridan              | 23 Novembre 2021  | 23 Novembre 2021     |
| L'He-Man selvaggio combatte contro Skeletor e i suoi scagnozzi, che riesce a sopraffarlo con la sua magia superiore. Teela copia l'incantesimo di teletrasporto della Maga per portare i suoi amici in salvo, arrivando nelle Montagne Mistiche. Skeletor diventa offensivo nei confronti di Evil-Lyn e interroga il prigioniero Man-At-Arms, ossessionato dalla fonte della trasformazione di Adam. Teela, Andra e Cringer perdono He-Man selvaggio, solo per scoprire che è stato attratto dall'accampamento di Re Randor sulle montagne. He-Man selvaggio attacca le Guardie Reali, dirigendo la sua rabbia verso suo padre. Rendendosi conto che suo figlio è vivo, Randor si scusa per i suoi maltrattamenti passati e dichiara il suo orgoglio per suo figlio, permettendo a He-Man di calmarsi e trasformarsi di nuovo in Adam. Beast-Man affronta Evil-Lyn in privato, insistendo sul fatto che il suo potere supera quello di Skeletor e che dovrebbe prendere il controllo. |                                    |                                    |                                |                           | 23 Novembre 2021  | 23 Novembre 2021     |
| 3 | The Gutter Rat                     | Ratto di fogna                     | Adam Conarroe Patrick Stannard | Diya Mishra               | 23 Novembre 2021  | 23 Novembre 2021     |
| Randor si riunisce con Adam, Cringer e Teela e arruola Andra come tenente della Guardia Reale. Adam trascorre del tempo con Marlena e scopre che lei e Randor si sono separati dalla sua morte. Evil-Lyn riceve la pietà di Man-At-Arms e inizia a dubitare della sua relazione con Skeletor, che le mostra una visione dell'intero universo. Skeletor prevede di utilizzare l'imminente Apice Celeste, l'allineamento di tutti i pianeti dell'universo, per aumentare il loro potere e distruggere He-Man, mentre Evil-Lyn diventa nichilista, credendo che nulla nell'universo abbia uno scopo. Beast-Man conforta Evil-Lyn, che rivela di essere in debito con Skeletor per averla salvata in passato e averle donato uno scopo, ma ora si rende conto che deve liberare tutti da lui. Dopo aver parlato con Adam, Teela rivela che ha sempre sospettato che la Maga è sua madre. Evil-Lyn, con uno stratagemma, fa tornare Skeletor alla sua forma normale e gli sottrae la Spada del Potere, diventando Dea-Lyn. Dea-Lyn annuncia la sua intenzione di porre fine a tutte le sofferenze distruggendo l'universo, e come dimostrazione del suo nuovo potere distrugge Preternia. La famiglia reale inizia a pianificare come sconfiggere Dea-Lyn facendo di Teela la nuova Maga, e viene inaspettatamente raggiunta da Skeletor. |                                    |                                    |                                |                           | 23 Novembre 2021  | 23 Novembre 2021     |
| 4 | Hope, for a Destination            | La Speranda di un Destino          | Adam Conarroe Patrick Stannard | Tim Sheridan              | 23 Novembre 2021  | 23 Novembre 2021     |
| Mentre Teela tenta di usare la sua magia per inviare un messaggio telepatico al popolo di Eternia, Adam e Skeletor pianificano affrontare Dea-Lyn. Dea-Lyn inizia ad esaminare l'universo, assistendo alla morte del dio Zoar all'inizio dei tempi, amplificando il suo nichilismo. Adam e Skeletor arrivano a Grayskull, iniziano a combattere contro Dea-Lyn come distrazione mentre Andra e Teela si intrufolano nelle fogne del castello, incontrando Spikor, Webstor, Clawful, Blade, Goatman e Pigboy. Sconfiggono i cattivi con l'aiuto di Man-At-Arms, che rivela di aver sentito il messaggio di Teela e la incoraggia a diventare la nuova Maga. Fuori Grayskull, Randor e Marlena si riconciliano e assistono all'arrivo del popolo di Eternia in risposta al messaggio di Teela. Alla Marea della Trasformazione sotto Grayskull, Teela incontra lo spirito della Maga, scoprendo che deve essere preparata a lasciare andare la sua vita precedente per essere trasformata. Dea-Lyn sconfigge Adam e Skeletor, uccidendo Panthor e trasformando Beast-Man nel processo, prima di incolpare Skeletor per come l'ha usata per i suoi scopi. Mentre prepara la distruzione dell'universo, Dea-Lyn assiste all'avvicinarsi delle forze di Eternia e convoca Scare Glow e il suo esercito. |                                    |                                    |                                |                           | 23 Novembre 2021  | 23 Novembre 2021     |
| 5 | Comes with Everything you see here | Tutto ciò che vedi è incluso       | Adam Conarroe Patrick Stannard | Eric Carrasco             | 23 Novembre 2021  | 23 Novembre 2021     |
| Mentre le forze di Eternia combattono contro l'esercito di Scare Glow, Teela entra nella Marea della Trasformazione, riconciliandosi con sua madre e diventando una nuova Maga senza interrompere i suoi legami. Orko viene rianimato, come risultato di Dea-Lyn che resuscita i morti, e usa la sua magia per sconfiggere Scare Glow e liberare la Spada del Potere da Dea-Lyn. Adam diventa He-Man ancora una volta, combattendo Dea-Lyn e Beast-Man insieme a Skeletor e Battle Cat trasformati. Dea-Lyn ottiene il potere dell'apice celeste e viene affrontata da Teela diventata la nuova Maga. Credendo di essere destinati a perdere, Skeletor tenta di uccidere He-Man prima che l'universo venga distrutto. Mentre combattono, Teela porta Dea-Lyn nel luogo della morte di Zoar, rivelando che Zoar è rinato e che l'universo è più di quanto credesse che fosse. Dea-Lyn si ricrede e torna a sperare rinunciando ai suoi poteri, He-Man sconfigge Skeletor scagliandolo in lontananza. Insieme, He-Man e Teela bandiscono l'esercito di Scare Glow a Subternia. Anche Orko inizia a tornare nell'aldilà, ma viene fermato da Lyn. Qualche tempo dopo, Andra diventa il nuovo Man-At-Arms, mentre Adam e Teela affermano che avranno sempre bisogno l'uno dell'altro. Lyn si reca a Trolla e abbandona lì il suo bastone magico. Alla Montagna del Serpente, Skeletor si arrabbia con Tri-Klops e i suoi cultisti per averlo abbandonato e tenta di distruggere la loro Scheda Madre. Tuttavia, la Scheda Madre si attiva e dopo aver fermato gli attacchi di Skeletor inizia ad assimilarlo, rivelandosi un'emissaria dell'Orda. |                                    |                                    |                                |                           | 23 Novembre 2021  | 23 Novembre 2021     |
| PARTE 3: REVOLUTION |                                    |                                    |                                |                           |                   |                      |
| 1 | Even for Kings                     | Anche per i Re                     | Adam Conarroe Patrick Stannard | Kevin Smith               | 25 Gennaio 2024   | 25 Gennaio 2024      |
| La Scheda Madre continua ad assimilare gli ex scagnozzi di Skeletor, rivelando di stare lavorando per Hordak per convertire Eternia in una nuova colonia per l'Orda. He-Man e Orko si recano a Subternia per chiedere a Scare Glow di abbandonare la sua presa sulle anime di Fisto e Clamp Champ. Quando Scare Glow rifiuta violentemente, Teela, gli Eroici Guerrieri e la Guardia Reale di Eternos assaltano il dominio di Scare Glow e recuperano le anime perdute. Mentre partecipa all'azione, tuttavia, Re Randor viene colpito da una malattia mortale che portava con sé. Giacendo sul letto di morte e rifiutando di essere curato, Randor incoraggia Adam a rivelare a Teela i suoi veri sentimenti per lei. Al Castello di Grayskull, Teela tenta di ripristinare Preternia per garantire il passaggio dell'anima di Randor al suo riposo eterno. Quando fallisce, lo spirito di sua madre, legato a Grayskull dopo la distruzione di Preternia. Le rivela che per far funzionare la cosa deve utilizzare il potere combinato delle tre divinità primordiali di Eternia (Zoar, Ka e Havoc), e la manda a Darksmoke, dove potrà apprendere la magia di Ka. Dopo la morte di Randor, l'emozionante elogio funebre di Adam viene improvvisamente interrotto da una sfida da parte di Keldor, il fratellastro perduto da tempo di Randor. |                                    |                                    |                                |                           | 25 Gennaio 2024   | 25 Gennaio 2024      |
| 2 | Ascension                          | Ascensione                         | Adam Conarroe Patrick Stannard | Tim Sheridan              | 25 Gennaio 2024   | 25 Gennaio 2024      |
| In privato, Keldor racconta ad Adam della sua eredità come figlio illegittimo mezzo-Gar di Re Miro, di come fu bandito nella casa del suo popolo ad Anwat Gar e di come fu creduto morto dopo un'invasione dell'Orda. Quando Skeletor attacca la popolazione di Eterno con armi a base di naniti, Adam e Keldor uniscono le forze, ma Skeletor resuscita uno dei Tecno Titani, reliquie del precedente passato tecnologico di Eternia, per scatenare il caos. Inseguendo Skeletor, He-Man scopre che il potere di Grayskull, incanalato attraverso la sua spada, può curare l'infezione da naniti, mentre Keldor guida gli altri difensori nella sconfitta del titano. Sentendosi indegno della corona, Adam affida il governo a Keldor mentre cerca di trovare un modo per espandere il potere della sua spada per sradicare il tecnovirus della Scheda Madre da tutta Eternia; ma in seguito viene rivelato che Keldor è in realtà Skeletor sotto mentite spoglie. In Darksmoke, Teela incontra il drago Granamyr e, con sua sorpresa, Evil-Lyn, che si è assunto la responsabilità di Granamyr dopo che la sua interferenza con il potere cosmico lo ha reso terminale. Amareggiato dalla brama di potere dell'umanità, Granamyr si rifiuta di aiutare Teela, ma Evil-Lyn riesce a fargli cambiare idea. Teela riceve lo scettro di Ka, che le conferisce la pelle verde e un'armatura a tema serpente. |                                    |                                    |                                |                           | 25 Gennaio 2024   | 25 Gennaio 2024      |
| 3 | More Things in Heaven and Eternia  | Altre cose in paradiso e a Eternia | Adam Conarroe Patrick Stannard | Diya Mishra               | 25 Gennaio 2024   | 25 Gennaio 2024      |
| Mentre riferisce a Hordak il successo del suo inganno, Skeletor è sorpreso di scoprire che Keldor è realmente esistito. Un successivo maltrattamento da parte della Scheda Madre fa sì che Skeletor ricordi di essere in realtà Keldor fino a quando non fu catturato dall'Orda, divenne discepolo di Hordak, fu corrotto nella sua forma attuale dallo scettro di Havoc e di come Hordak lo abbandonò dopo aver rapito uno dei figli di Randor e Marlena. Mentre Evil-Lyn addestra Teela all'uso del potere di Ka, iniziano ad aprirsi sui loro rispettivi sentimenti per Skeletor e He-Man. Duncan e Orko portano la spada del potere al fabbro thenuriano Gwildor, chiedendogli di aggiungere delle modifiche tecnologiche, rendendo la spada un perfetto connubio di magia e scienza e aumentarne il potere. Su suggerimento di Keldor/Skeletor, He-Man e Battle Cat si dirigono verso la montagna del Serpente per combattere Skeletor, lasciando Andra, desiderosa di più azione, insoddisfatta e quindi suscettibile all'idea di Skeletor di "inoculazione e potenziamento" della popolazione di Eternos contro il tecnovirus, ponendo così tutti sotto il suo controllo. Con He-Man e Teela assenti, la Scheda Madre si infiltra e converte il castello di Grayskull, isolando Adam e Cringer dalla fonte del loro potere, e l'Orda invade Eternia. |                                    |                                    |                                |                           | 25 Gennaio 2024   | 25 Gennaio 2024      |
| 4 | The Dogs of War                    | I Mastini della Guerra             | Adam Conarroe Patrick Stannard | Tim Sheridan              | 25 Gennaio 2024   | 25 Gennaio 2024      |
| Devastato dalla rivelazione della vera identità di Skeletor, Adam, insieme a Cringer e Marlena, viene imprigionato nelle segrete di Eternos in attesa della sua esecuzione. Skeletor è perseguitato dalla sua versione di Keldor, che lo spinge a distruggere la Scheda Madre e a ribellarsi a Hordak. Teela ed Evil-Lyn, presto raggiunti da Duncan e Andra, tornano su Eternos per reclamare lo scettro di Havoc di Skeletor e salvare Adam, che indossa una delle tute potenziate di suo padre per aiutarli. Nonostante l'interferenza dei lacchè di Hordak, Gwildor e Orko riescono a potenziare la Spada del Potere. Sfruttando la magia di Grayskull, Skeletor supera in astuzia Hordak e lo uccide, un attimo prima che Evil-Lyn gli rubi lo scettro di Havoc. Tuttavia, Skeletor inizia a combinare tecnologia e magia in una forma incredibilmente potente. Per combatterlo, Teela cerca di fondere i tre scettri in uno solo, ma il potere sprigionato da questo atto si dimostra troppo grande e minaccia di sopraffarla. |                                    |                                    |                                |                           | 25 Gennaio 2024   | 25 Gennaio 2024      |
| 5 | The Scepter and the Sword          | Lo Scettro a la Spada              | Adam Conarroe Patrick Stannard | Kevin Smith               | 25 Gennaio 2024   | 25 Gennaio 2024      |
| Gwildor e Orko tornano con la Spada del Potere giusto in tempo, permettendo ad Adam di tornare a essere He-Man e condivide il potere di Grayskull con Teela, dandole il potere necessario per completare la fusione. Fatto questo, confessano liberamente i loro sentimenti reciproci e si baciano, prima di separarsi di nuovo per raggiungere i loro obiettivi. Duncan, Andra e Marlena affrontano la flotta dell'Orda, mentre Teela ripristina Preternia; e He-Man cura prima il Castello di Grayskull e la popolazione di Eternos dalle infezioni da naniti prima di combattere Skeletor. Skeletor riporta in vita altri antichi Tecno Titani, ma Randor, gli eroi di Eternia sia viventi che passati, e Granamyr giungono per combatterli, sebbene Granamyr sia ferito a morte. Nello scontro finale, He-Man trafigge Skeletor con la sua spada, purificandolo dalle sue corruzioni e trasformandolo di nuovo in Keldor, e gli spiriti di Randor, della Maga, di Granamyr e dei campioni del passato trovano pace nella rinnovata Preternia. Dopo la vittoria, He-Man abolisce la monarchia di Eternia a favore di una democrazia, con Andra che intende diventarne la prima leader eletta. He-Man e Teela ufficializzano la loro relazione ed Evil-Lyn (ora solo Lyn) viene accolta tra i ranghi dei Difensori Cosmici di Zodac. Nel frattempo, Despara, la serva di Horde Prime, ha recuperato il corpo di Hordak e sta lavorando alla sua resurrezione. |                                    |                                    |                                |                           | 25 Gennaio 2024   | 25 Gennaio 2024      |

## Produzione

### Sviluppo
Il 18 dicembre 2019, Netflix ha annunciato lo sviluppo di due nuovi progetti di Masters of the Universe: una serie anime per adulti descritta come un sequel diretto della serie televisiva del 1983, e una serie CGI rivolta ai bambini.
Nell'agosto 2019, Kevin Smith ha annunciato ufficialmente la serie, intitolata Masters of the Universe: Revelation, alla convention annuale Power-Con del 2019, e che egli sarebbe stato sia lo showrunner che il produttore esecutivo, scrivendo insieme a Eric Carrasco, Tim Sheridan, Diya Mishra e Fatman Beyond co-conduttore Marc Bernardin. Durante la promozione dello spettacolo, Smith ha dichiarato che Revelation è nato dal desiderio di raccontare una storia ambientata nel mondo di Eternia. Ha anche detto che lo spettacolo è impostato come se fosse il prossimo episodio della serie originale, pur essendo accessibile anche a coloro che non hanno mai visto lo spettacolo originale. Nel novembre 2019, Noelle Stevenson ha espresso interesse in un potenziale crossover Speciale Natale tra la serie di Smith e la sua She-Ra e le principesse guerriere nonostante questa serie non sia un sequel dell'originale ma un cartone della DreamWorks.

### Edizione originale
Il 14 febbraio 2020, il cast vocale iniziale per la serie è stato ufficialmente confermato, con Chris Wood per interpretare il protagonista e Mark Hamill nel ruolo di Skeletor. Il 2 luglio 2021, tre settimane prima della première dello show, tre doppiatori aggiuntivi sono stati annunciati per unirsi alla serie e uno di loro sarà Dennis Haysbert per doppiare King Grayskull.
Alcuni attori avevano già partecipato al franchise di He-Man: Meg Foster (voce della Scheda Madre) fu Evil-Lyn nel film I dominatori dell'universo (1987), e Alan Oppenheimer (voce di Moss Man) era famoso per aver prestato la voce a Skeletor nella serie originale.

### Edizione italiana
Il giorno dell'uscita del trailer italiano, Maurizio Merluzzo conferma di essere la nuova voce di He-Man.
Nel cast italiano diretto da Fabrizio Mazzotta (voce del personaggio di Orko) vi sono alcuni doppiatori che avevano partecipato al doppiaggio della serie originale del 1983: Mario Cordova (voce di He-Man nella seconda stagione di He-Man e i dominatori dell'universo, più la serie She-Ra, la principessa del potere e i film ad essa collegati) doppia Re Randor, Laura Boccanera (voce di Teela nella prima stagione della serie originale) doppia la Maga, mentre Cinzia De Carolis ritorna a doppiare Evil-Lyn come aveva fatto nella prima stagione della serie del 1983. Del cast fa parte anche Ivo De Palma, doppiatore di He-Man nella serie He-Man, nel ruolo di Scare Glow.
Alcuni giochi di parole vanno irrimediabilmente perduti, come quando il principe Adam lascia intendere che Teela ancora non conosce ancora chi "egli" ("He" in inglese, un riferimento a He-Man) sia, o come quando Evil-Lyn si mostra per la prima volta annunciando di non essere Clawful ma di essere "altrettanto orrenda" ("awful" in inglese).

## Altri media
La pubblicazione di una miniserie a fumetti è stata annunciata il 22 aprile 2021 da parte di Mattel e dell'editore Dark Horse Comics. Il primo volume (incentrato su He-Man e re Grayskull) è stato pubblicato il 7 luglio 2021, mentre il secondo (dedicato al passato di Skeletor) l'8 agosto successivo. In Italia i diritti per la pubblicazione sono stati rilevati da Panini Comics.